# Nieminen (sjö i Idensalmi, Norra Savolax, Finland)
Nieminen eller Suuri-Nieminen är en sjö i Finland. Den ligger i kommunen Idensalmi i landskapet Norra Savolax, i den centrala delen av landet, 400 km norr om huvudstaden Helsingfors. Nieminen ligger 92,9 meter över havet. Arean är 2,05 kvadratkilometer och strandlinjen är 10,19 kilometer lång. Sjön  ingår i Vuoksens huvudavrinningsområde.   I omgivningarna runt Nieminen växer i huvudsak blandskog. Den sträcker sig 2,6 kilometer i nord-sydlig riktning, och 1,5 kilometer i öst-västlig riktning.
I övrigt finns följande i Nieminen:
- Niemisensaari (en ö)